# English Masters
Das English Masters war ein hochrangiges Badmintonturnier. Es wurde jährlich von 1979 bis 1988 und noch einmal im Jahr 2005 ausgetragen. 1979 war das in der Royal Albert Hall ausgetragene Masters das erste Badmintonturnier, bei welchem ein Preisgeld ausgeschüttet wurde und die Ära des Open Badminton eingeläutet wurde. In der Folge wurden mehrere Masters-Turniere ins Leben gerufen, so zum Beispiel das Scandinavian Masters, das Indian Masters und das Malaysian Masters. Von 1979 bis 1984 war das English Masters ein Einladungsturnier, ab 1985 gehörte es zum World Badminton Grand Prix. Der Austragungsort wechselte häufig, genau wie die Sponsoren. 2005 versuchte der englische Verband, das Turnier wiederzubeleben, wobei jedoch nur die Mixedkonkurrenz im offiziellen Programm ausgespielt wurde. Des Weiteren fand im Programm von 2005 ein Juniorenschauwettkampf im Dameneinzel statt, welchen Eleanor Cox mit 9:5 gegen Michelle Cheung gewann.

## Austragungsorte
| Jahr | Veranstaltung              | Ort                       | Datum      |
| ---- | -------------------------- | ------------------------- | ---------- |
| 1979 | Friend´s Provident Masters | London, Royal Albert Hall | 19.–22.09. |
| 1980 | Friend´s Provident Masters | London, Royal Albert Hall | 23.–27.09. |
| 1981 | Friend´s Provident Masters | London, Royal Albert Hall | 22.–26.09. |
| 1983 | Famous Grouse Masters      | Warrington                | 12.–15.10. |
| 1984 | British Airways Masters    | Portsmouth                | 10.–13.10. |
| 1985 | British Airways Masters    | Bournemouth               | 19.–20.10. |
| 1986 | British Airways Masters    | London, Royal Albert Hall | 24.–26.10. |
| 1987 | British Airways Masters    | London, Royal Albert Hall | 15.–18.10. |
| 1988 | Carlsberg Classic 1988     | Preston                   | 13.–16.10. |

## Die Sieger
| Saison | Herreneinzel        | Dameneinzel       | Herrendoppel                     | Damendoppel                         | Mixed                            |
| ------ | ------------------- | ----------------- | -------------------------------- | ----------------------------------- | -------------------------------- |
| 1979   | Prakash Padukone    | Lene Køppen       | Thomas Kihlström Bengt Fröman    | Nora Perry Jane Webster             | nicht ausgetragen                |
| 1980   | Liem Swie King      | Lene Køppen       | Ade Chandra Christian Hadinata   | Yoshiko Yonekura Atsuko Tokuda      | Christian Hadinata Imelda Wiguna |
| 1981   | Luan Jin            | Zhang Ailing      | Mike Tredgett Martin Dew         | Liu Xia Zhang Ailing                | Mike Tredgett Nora Perry         |
| 1982   | abgesagt            | abgesagt          | abgesagt                         | abgesagt                            | abgesagt                         |
| 1983   | Jens Peter Nierhoff | Chen Ruizhen      | Thomas Kihlström Stefan Karlsson | Chen Ruizhen Zheng Jian             | Martin Dew Gillian Gilks         |
| 1984   | Morten Frost        | Kirsten Larsen    | Christian Hadinata Hadibowo      | Lin Ying Wu Dixi                    | Martin Dew Gillian Gilks         |
| 1985   | Morten Frost        | Kirsten Larsen    | Andy Goode Nigel Tier            | Karen Beckman Sara Halsall          | Billy Gilliland Gillian Gowers   |
| 1986   | Morten Frost        | Yao Fen           | Li Yongbo Tian Bingyi            | Maria Bengtsson Christine Magnusson | Billy Gilliland Nora Perry       |
| 1987   | Morten Frost        | Kirsten Larsen    | Jalani Sidek Razif Sidek         | Dorte Kjær Nettie Nielsen           | Jesper Knudsen Nettie Nielsen    |
| 1988   | Morten Frost        | Li Lingwei        | Li Yongbo Tian Bingyi            | Lin Ying Guan Weizhen               | Jesper Knudsen Nettie Nielsen    |
| 2005   | nicht ausgetragen   | nicht ausgetragen | nicht ausgetragen                | nicht ausgetragen                   | Jens Eriksen Mette Schjoldager   |